# Артикулација (слика)
Артикулација (енгл. Articulation) је слика Јуана Аглоуа, започета 1993. године и завршена 1996. године. Рађена је у техници уља на платну и приказује жену у наслоњеном положају, окренуту леђима према посматрачу, са граном дрвета у позадини. Модел је глумица Лиза Колман, која је посећивала Аглоув студио један до три пута недељно током тог периода и позитивно је оценила своје искуство.
Изложба Аглоувих радова из 1997. године у галерији Брауз енд Дарби у Лондону изазвала је критичке похвале за уметника. Критичари су истакли Аглоув класични приступ људској форми, описујући га као једног од најбољих британских класичних сликара акта, а слика Артикулација је коришћена за илустрацију више приказа његових изложби.

## Позадина
Јуан Аглоу (1932–2000) био је британски сликар, најпознатији по својим сликама актова жена и мртве природе. Сликао је искључиво по узору из живота, често проводећи године на једном делу. Његови модели акта често су позирали у неприродним и неудобним положајима. Аглоу је у свом студију користио ознаке, укључујући линије кредом и висак, како би одржао доследност током више сесија сликања. Његове слике, попут оних његовог ментора Вилијама Колдстрима, често су садржале ознаке за мерење.
Иако је ретко излагао своје радове, осим повремених изложби код својих заступника, Аглоу је имао самосталне изложбе у галерији Вајтчапел 1974. и 1989. године, као и у Саландер-О'Рајли у Њујорку 1993. године. Понекад није јасно дефинисао шта га је привукло одређеним сликама или људима и знао је бити захтеван саговорник у интервјуима. Стручњак за уметност Ричард Кендал описао га је као „често сумњичавог према речима... Његова елоквенција била је у његовим сликама.“
Модел за слику Артикулација била је глумица Лиза Колман, која је први пут позирала како би зарадила новац. Она је 1977. године, са шест година, наступила у епизоди серије Crown Court, као и у појединачним епизодама серија Casualty и EastEnders 1990. године, уз бројне друге телевизијске наступе.

## Слика
Студија урађена графитом на папиру за слику Артикулација из око 1992. године, димензија 318 mm x 450 mm, чува се у Британском музеју. Студију је купио Хамиш Паркер од „Marlborough Fine Art“ и касније је прихваћена од стране Владе Уједињеног Краљевства кроз програм „Cultural Gifts Scheme“ и додељена Британском музеју. Каталошки запис музеја описује садржај као „женска фигура у наслоњеном положају, окренута леђима посматрачу, уоквирена правоугаоником“. Композиција ове студије блиско подсећа на распоред финалне слике.
Године 2000, Аглоу је изјавио: „Направио сам мали модел за  Артикулацију. Једноставно сам мислио да изгледа тако лепо; начин на који је сваки део био тако једноставно артикулисан. Као, ово је то, ово је то. Начин на који су се облици уклапали један у други, попут ђонова њених стопала.“ Ово уређење упоредио је са Бескрајним стубом Константина Бранкушија, који је видео током путовања у Румунију 1992. године. Позадина слике укључује малу грану дрвета коју је Аглоу сакупио, а која се такође појављује у његовој слици Девојка са белим дрветом (1986).
Аглоу је своју слику „Акт са зеленом позадином“ (1964–65) сматрао једном од својих првих „заиста озбиљних“ слика и напоменуо: „Можете видети лак прелаз одатле до задњег погледа на ‘Артикулацију’, веома једноставно, надам се.“ Артикулација  је уљана слика на платну, започета 1993. и завршена 1996. године, димензија 43,8 cm висине и 89,5 cm ширине. Каталог радова из 2007. године наводи да слика припада приватном колекционару Дагласу Вулфу.
Колман, која је тада тек почела да позира, присећа се путовања до Аглоувог студија један до три пута недељно. Иако се у почетку осећала „пуритански“, касније се осећала опуштено током сеанси, описујући их као „ослобађајуће“ и наводећи да је Аглоуа сматрала пријатељем. Лукинда Бредин је интервјуисала Аглоуа у његовом студију за „The Sunday Telegraph“ 1994. године. У то време, имао је пет различитих фиксних поставки за сликање модела. Аглоу је Брединовој рекао да је напредак на једној од његових слика био прекинут јер је модел добио улогу у телевизијској серији. Колман се 1994. године придружила редовној постави серије Casualty, у којој је остала до 1997.
Говорећи о процесу сликања Артикулације, Аглоу је рекао: „Требало је да буде веома светло, светлост је падала право на њу. У ствари, да бих то насликао тако светло, морао сам да осветлим платно. Било је иза мене. Ево модела, ево платна, ево мене.“ Аглоу и Колман су разговарали о његовој техници у односу на крушку коју је сликао и поклонио јој. Колман је прокоментарисала: „Чувам је као лекцију у концепту да он није сликао како би створио слике, већ да су оне биле споредни производи његове потраге за савршеним падом светлости“, додајући да се, иако је била гола, осећала потпуно удобно због „начина на који је била посматрана, потпуно другачијег од оног како друштво обично процењује женску фигуру“.

## Критичке оцене
Критичари су хвалили Аглоуов класични приступ људском облику, описујући га као једног од најбољих британских класичних сликара акта, а слике Артикулације коришћене су као илустрације у неколико рецензија његових изложби.
Артикулација је била укључена на изложби Аглоуових радова у галерији Брауз енд Дарби у Лондону 1997. године. У часопису Modern Painters, Дејвид Силвестер је позитивно рецензирао изложбу. Он је описао Артикулацију као једноставну композицију „у сребрној боји насликану жена у полулежају, дубоко класичну и мирну“ и истакао да су код Аглоуових аката „кривине тела жене подједнако важне као и кривине геометријског дизајна линолеума“. Аглоу је такође тврдио да није правио разлику између сликања живог модела и других мотива, што је критичар Ејдријан Сирл оспорио.
Мартин Гејфорд из The Daily Telegraph сматрао је да, упркос дугом времену које је Аглоу трошио на завршетак слика, његови радови делују „свежи“. Гејфорд је аргументовао да је верно приказивање реалности у слици мукотрпан процес и похвалио „меко заобљене облике доњег дела леђа и задњице модела“ приказане „плочама у бојама љубичасте, ружичасте сиве и беж“ у Артикулацији. Уз његов текст била је приложена и фотографија те слике.
Тим Хилтон је у ретроспективном тексту за The Independent назвао Аглоуа „Најбољим уметником године“, а као јединилу слику коју је узео за илустрацију навео је Артикулацију. Ова слика је била и једина која је коришћена у рецензији изложбе Вилијама Пакера у The Financial Times. Поднаслов је изражавао мишљење да је Аглоу у то време био „најбољи прави класични сликар акта“ у Британији.
Изложба The Enduring Image: The Tradition of the Human Figure in Twentieth Century British Art у галерији Абот Хол у Кендалу 2003. године укључивала је Артикулацију. Касније те године, приликом рецензије изложбе Углоових слика у истом простору, Ејдријан Сирл је у The Guardian-у написао да му се Углоов рад чини „безживотним“. Сирл је критиковао нагласак слика на тешкоће њиховог стварања и приметио да се „чини да је чин посматрања и бележења приказан као нерадосно испитивање“.

## Изложбе
Следе списак познатих изложби слике и њене припремне студије.
Артикулација
- Јуан Аглоу, Брауз енд Дарби, Лондон, 1997.[7]
- The Enduring Image: The Tradition of the Human Figure in Twentieth Century British Art, галерија Абот Хол, Кендал, 2003.[30]
- Јуан Аглоу, Хазлит Холанд-Хиберт, Лондон, 2024.[31]

Студија за Артикулацију
- Јуан Аглоу: Цртежи, Марлборо, Лондон, 2014.[32]
- Art on paper since 1960: The Hamish Parker Collection, Британски музеј, Лондон, 2022–23.[16]